# Physical Internet
Das Physical Internet (PI) stellt den Transfer der Methode der Informationsübermittlung im Internet auf die Welt physischer Objekte, im Speziellen der Transportlogistik, dar. Im Unterschied zum konventionellen Warentransport, bei dem die Wege von Waren und Gütern durch die Logistiker von Frachtführern vorgegeben wird, suchen sich Waren in diesem physischen Internet selbstständig ihren Weg durch ein bestehendes intermodales Verkehrsnetz. Hierdurch können Leerfahrten von Lkw reduziert und eine bessere Auslastung der vorhandenen Kapazitäten erzielt werden. Die gesteigerte Effizienz aller zur Verfügung stehenden Transportmittel führt zu einer Reduktion schädlicher Emissionen. Des Weiteren werden durch das Physical Internet die Arbeitsbedingungen für Beschäftigte im Transportgewerbe deutlich verbessert, indem einzelne Fahrer anstelle von langen Überlandfahrten durch die optimierte Abstimmung von Fahrtwegen eher kurze Abschnitte fahren müssen. Zusätzlich soll der Verkehr im städtischen Bereich reduziert werden, wodurch die Lebensqualität in diesen Regionen beträchtlich gesteigert wird. Dabei werden Fracht, Umschlagplätze und Verkehrsträger mittels dem Internet der Dinge miteinander vernetzt.
Im Internet werden keine Informationen direkt vom Sender zum Empfänger übertragen, sondern Informationen werden in Pakete, sogenannte Frames, eingebettet. Diese Daten-Pakete sind für die einfache Nutzung im digitalen Internet konzipiert. Die Informationen innerhalb eines Pakets sind gekapselt und werden vom Internet nicht behandelt. Der Paketkopf enthält alle Informationen, die zur Identifizierung des Pakets und zur korrekten Weiterleitung an den Zielort erforderlich sind. Ein Paket wird für eine bestimmte Übertragung konstruiert und nach Erreichen des Ziels wieder abgebaut. Am Zielort wird die Gesamtnachricht anhand der jeweiligen Sequenznummer der Pakete wieder zusammengefügt. Das digitale Internet basiert auf einer Protokoll-Familie, die die Datenpakete unabhängig von den Geräten strukturiert. Auf diese Weise können Datenpakete von verschiedenen Systemen verarbeitet werden: Kupferleitungen, Glasfaserkabel, Router usw. Im physischen Internet werden die Leitungen durch Straßen und deren Verkehrsauslastung repräsentiert. Die Güter werden in Analogie in standardisierte Container eingebettet und mittels intelligenter Knotenpunkte, die auch Fahrzeuge darstellen können, auf effiziente Art und Weise zum Empfänger geroutet werden. Es sind hierbei Auslastungserhöhungen der beteiligten Fahrzeuge und somit eine geringere Umweltbelastung zu erwarten.
Das Physical Internet wird aktuell als das wohl ehrgeizigste Projekt in der Transportlogistik bezüglich Effizienz und Nachhaltigkeit angesehen. Seit 2015 beschäftigt sich die Forschungsallianz Alliance for Logistics Innovation through Collaboration in Europe (ALICE) mit der Umsetzung der PI-Roadmap. Diese stellt einen wichtigen Entwicklungspfad auf dem Weg zur Reduzierung des CO2-Fußabdrucks in Europa dar. Mit dem Europäischen Green Deal haben sich die 27 Mitgliedsstaaten der Europäischen Union zum Ziel gesetzt, bis 2050 klimaneutral zu werden. Ein besonders hoher Effizienzgewinn ist auf der Straße zu erwarten. Das Straßen-basierte Physical Internet, engl.: Road-Based Physical Internet (RBPI), kann bereist mit überschaubaren Modifikationen von Fahrzeugen bis 2030 Realität werden. Zur Umsetzung des RBPI wird ein konsortiales Forschungsprojekt vom BMWK gefördert.
Zum Transfer von internationalen Forschungsergebnissen wurde im Jahr 2013 die Konferenz "International Physical Internet Conference (IPIC)" ins Leben gerufen, die bis heute als der wesentliche Ort zur Diffusion neuer Erkenntnisse fungiert. Bisherige Ergebnisse wurden in einem Handbuch zusammengefasst.